# Les Éolides
Pour les articles homonymes, voir  Éolide.
Les Éolides FWV 43 est un poème symphonique composé en 1875 par César Franck et inspiré du poème de Leconte de Lisle.
Création le 13 mai 1877 aux Concerts Colonne à Paris sous la direction d'Édouard Colonne.

## Structure
En un mouvement divisé en cinq parties enchainées.
1. Allegretto vivo
2. un poco più lento
3. Tempo I
4. un poco più lento
5. Tempo del inizio

La durée d'exécution est d'environ onze minutes.

## Instrumentation
deux flûtes, deux hautbois, deux clarinettes, deux bassons, quatre cors, un cornet à pistons, une trompette, timbales, batterie, harpe, cordes.

## Inspiration
Le poème Les Éolides, qui inspira César Franck, fait partie du premier recueil, Poèmes antiques, de Leconte de Lisle, publié en 1852.
Texte du poème sur wikisource : Les Éolides. Alphonse Lemerre, éditeur, s.d. (après 1886 ou 1891) (pp.  262-265).